# Begonia plumieri
Espèce
Synonymes
- Begonia plumieri var. plumieri[1]

Begonia plumieri est une espèce de plantes de la famille des Begoniaceae. Ce bégonia est originaire des Grandes Antilles. L'espèce fait partie de la section Begonia. Elle a été décrite en 1864 par Alphonse Pyrame de Candolle (1806-1893), à la suite des travaux de Karl Sigismund Kunth (1788-1850).

## Répartition géographique
Cette espèce est originaire des pays suivants : République Dominicaine ; Haïti.

## Liste des variétés
Selon The Plant List (22 février 2017) :
- variété Begonia plumieri var. barahonensis O.E.Schulz

Selon Tropicos (22 février 2017) (Attention liste brute contenant possiblement des synonymes) :
- variété Begonia plumieri var. barahonensis O.E. Schulz
- variété Begonia plumieri var. plumieri